# Kyle Reese
Kyle Reese es uno de los personajes principales de la primera película de Terminator. Es el padre de John Connor y el primer amor de la madre de este, Sarah Connor. Fue interpretado por Michael Biehn en las dos primeras películas, aunque en Terminator 2: el juicio final solo hizo un cameo; por Jonathan Jackson en la serie de televisión Terminator: The Sarah Connor Chronicles; por Anton Yelchin en Terminator Salvation; y por Jai Courtney en Terminator Génesis.

## The Terminator
Kyle Reese nació en 2002, posteriormente al Día del Juicio Final y la caída de la civilización humana, y se crio entre ruinas, a sabiendas de que le deparaba toda una vida temiendo a la amenaza constante de exterminio. Se afilió a la resistencia a una edad temprana, luego de ser rescatado por John Connor de los campos de concentración, donde era obligado a trabajar cargando cadáveres. Entre 2021 y 2027, luchó con el batallón nº132 a las órdenes de Perry. A raíz de las ofensivas en Oregón y Nuevo México, fue asignado para asegurar la supervivencia de John Connor de 2027 a 2029. Kyle llevaba una foto de la madre de este, Sarah, que John le había obsequiado para que la usara de amuleto, cosa que Kyle en ese momento no acabó comprendiendo. Es así como indagó sobre la figura de Sarah, quien le había enseñado a su hijo a luchar y, a través de la foto, Kyle se enamoró de Sarah. 
En 2029, al destruir el sistema de defensa de Skynet y ganar la guerra, el grupo descubre el plan de Skynet con el equipo de desplazamiento temporal y el Exterminador (el cual ya había sido enviado), ante lo cual Reese se ofrece voluntario para ser enviado atrás en el tiempo a 1984, siendo seleccionado por John ya que era la única persona además de él que conocía el rostro de su madre, llegando el 12 de mayo a las 02:01, para proteger a Sarah Connor de la aniquilación. El embarazo de Sarah con Kyle crea una paradoja de la misma manera que el descubrimiento de los restos de Terminator en la fábrica da a luz a Skynet, empresa creadora de los Exterminadores y culpables de El Día del Juicio Final. 
Muere en 1984 protegiendo a Sarah Connor del esqueleto del exterminador, cumpliendo sin saber, su propósito, el cual menciona a Sarah ("sé que el padre de John murió antes de la guerra").

## Terminator 2: El día del Juicio Final
Como se ha visto en una escena suprimida de Terminator 2, Kyle aparece ante Sarah en sus sueños mientras está internada en Pescadero. Allí le dice a Sarah que los exterminadores están llegando y el mundo no tiene mucho tiempo, encomendándole la protección de John; Sarah, deprimida, le contesta que John ya no le cree y se aferra a él, besándolo apasionadamente. Con esto se da a entender que Sarah aún sigue enamorada de Kyle, lo que posteriormente se confirma cuando John, en una escena posterior, comenta al Terminator que ha escuchado a Sarah llorar por Kyle y que ella aún lo ama.

## Terminator: Las Crónicas de Sarah Connor
En la serie de Televisión Terminator: Las Crónicas de Sarah Connor, en el episodio Queen's Gambit, se sabe que Kyle tiene un hermano mayor llamado Derek que es un soldado de la resistencia.
El actor Jonathan Jackson interpreta a Kyle Reese en el episodio Dungeons & Dragons, en él se detallan lo que sucede en los últimos días con él y su hermano. Se habla de la separación antes de que él haga su viaje a través del tiempo para proteger a Sarah Connor. Es interpretado por Skyler Gisondo cuando tiene ocho años de edad, versión del personaje en el inicio del episodio What He Beheld. En el episodio final de la temporada What He Beheld, Derek Reese tiene 16 años de edad, John Connor tiene un helado, ya que es su cumpleaños. Se ve a dos niños como juegan a béisbol, el joven muchacho pierde el balón y se lo pasan a John. John lo coge con las manos y se lo da a él.

## Terminator Salvation
Kyle está creciendo en el período posterior al día del Juicio Final como un adolescente, es el encargado de la base de la resistencia en Los Ángeles (formada solo por él y una niña llamada Star), donde llega Marcus, del cual se hace amigo. Lo que él no sabe, es que está primero en una lista de personas a asesinar emitida por la Skynet; es por eso que también llega a conocer a John Connor, quien sería una especie de inspiración para él, ya que es el líder de la Resistencia. Connor va en rescate de Reese a la base de Skynet ayudado por Marcus Wright, ya que Kyle será su futuro padre, y si es asesinado por las máquinas, John Connor nunca existirá.

## Terminator Génesis
En 2029 cuando el líder de la resistencia, John Connor, envía al sargento Kyle Reese de vuelta a 1984 para proteger a Sarah Connor y salvaguardar el futuro; se producirá un inesperado giro de los acontecimientos que creará una fractura en la línea temporal. Ahora, el sargento Reese se encuentra en una nueva y desconocida versión del pasado donde se encontrará con aliados inesperados, como el Guardián (en Hispanoamérica el Abuelo); peligrosos enemigos nuevos y una inesperada misión: reiniciar el futuro y ahora Sarah ya conoce la existencia de Skynet y también de Kyle, haciendo que su muerte en The Terminator jamás ocurriese.

## Curiosidades
Originalmente el papel ofrecido a Michael Biehn era el del Terminator y el ofrecido a Schwarzenegger el de Kyle Reese; pero al escoger Schwarzenegger el de la máquina asesina, se escogió a Biehn como el protector de Sarah.